# Джоел Еджертон
Джоел Еджертон (англ. Joel Edgerton; нар. 23 червня 1974) — австралійський актор, продюсер і сценарист. Найбільш відомий своїми ролями у стрічках Зоряні війни. Епізод II. Атака клонів (2002), Зоряні війни. Епізод III: Помста ситхів (2005), Чумові боти (2005), За законами вовків (2010), Щось (2011), Воїн (2011), Дивне життя Тімоті Гріна (2012), Тридцять хвилин по півночі (2012), та Великий Гетсбі (2013).
Він також озвучив Бронедзьоба, головного негативного героя у мультфільмі Легенди нічної варти (2010).
Джоел Еджертон знявся у ролі Рамзеса II у біблійній стрічці 2014 року Вихід: Боги та Царі.

## Молоді роки
Еджертон народився в Блектауні, Новому Південному Вельсі, у сім'ї юриста Майкла та домогосподарки Маріанни Еджертонів. У 1991 закінчив класичну школу округу Гіллс у Сіднеї. Акторської майстерності Еджертон навчався в Школі Драми в Університеті західного Сіднею, а потім виступав у численних сценічних постановках. Але перша популярність прийшла до нього після його участі в популярному австралійському телешоу, який став гарним стартовим майданчиком для його кар'єри на телебаченні.

## Кар'єра
Творча кар'єра Джоела Еджертона почалася у 20 років, до цього він грав у гімназійному театрі, а потім вчився в школі драми. Джоел Еджертон зіграв у австралійсько-польському фентезійному мінісеріалі «Чародій» (який вийшов на телеекрани в 1995-му році). Потім була участь в австралійських телешоу «Поліцейський загін порятунку», «Занепалі ангели», «Велике небо». Попрацювавши на телебаченні, Джоел потрапив у культове кіно Джорджа Лукаса, він знявся у двох частинах саги «Зоряні війни» (в «Атаці клонів» і «Помсті ситхів»). Роль була невелика, але стати частиною такого гучного проєкту, було успіхом для актора-початківця.
У 2008 році він написав сценарій і зіграв у фільмі Квадрат, режисером якого став його брат Неш.

## Особисте життя
Джоел має на рік старшого від себе брата Неша Еджертона, який працює каскадером, а також режисером.

## Фільмографія

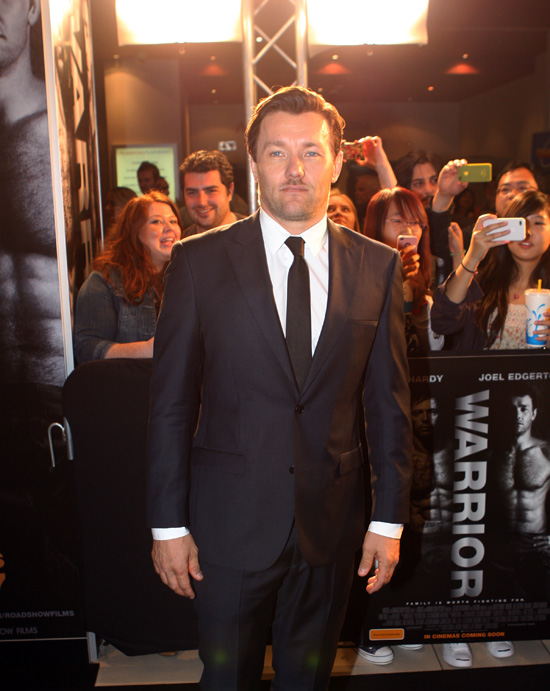
Джоел Еджертон на прем'єрі кінострічки «Воїн», листопад 2011

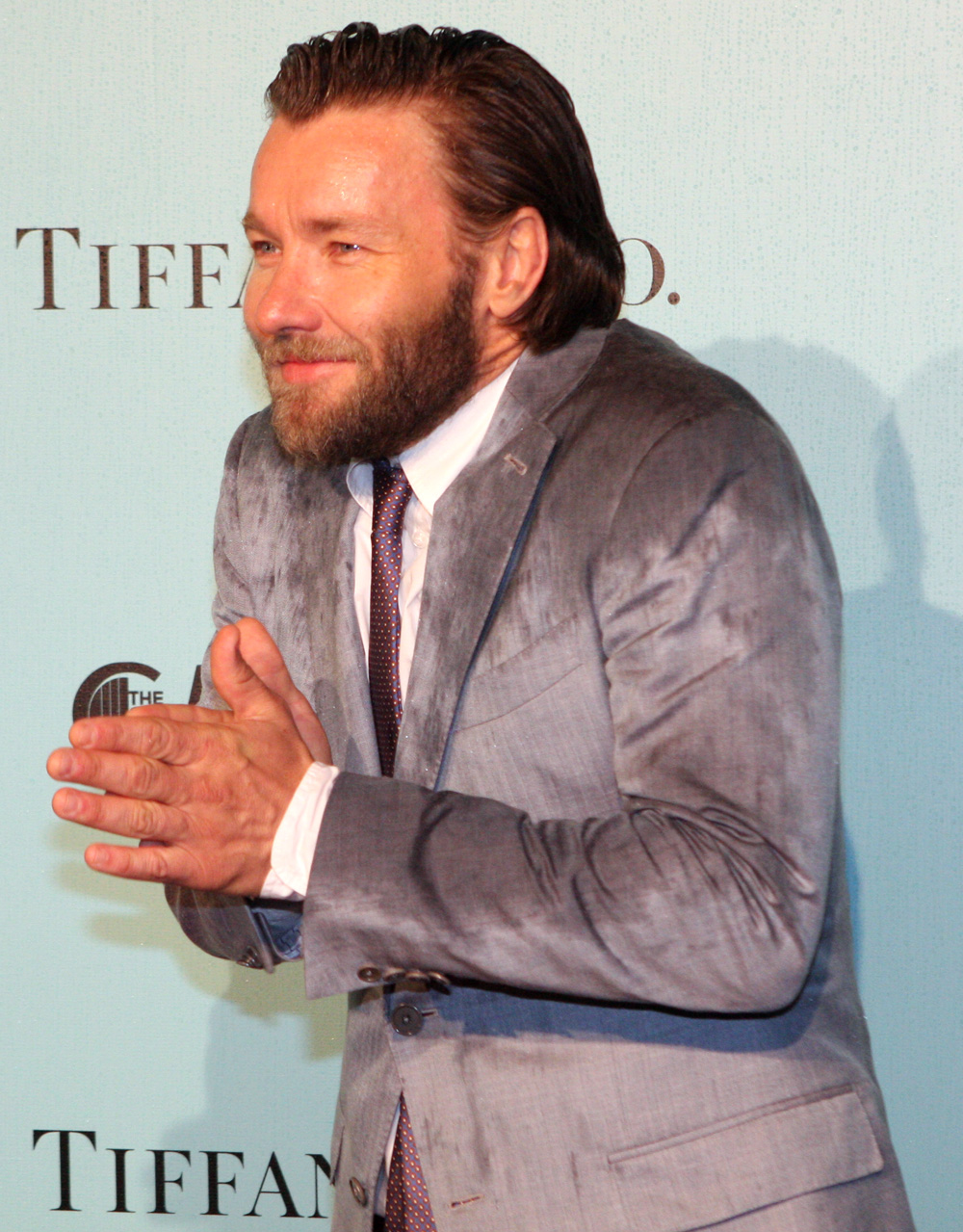
Джоел Еджертон на сіднейській прем'єрі «Великого Гетсбі», травень 2013

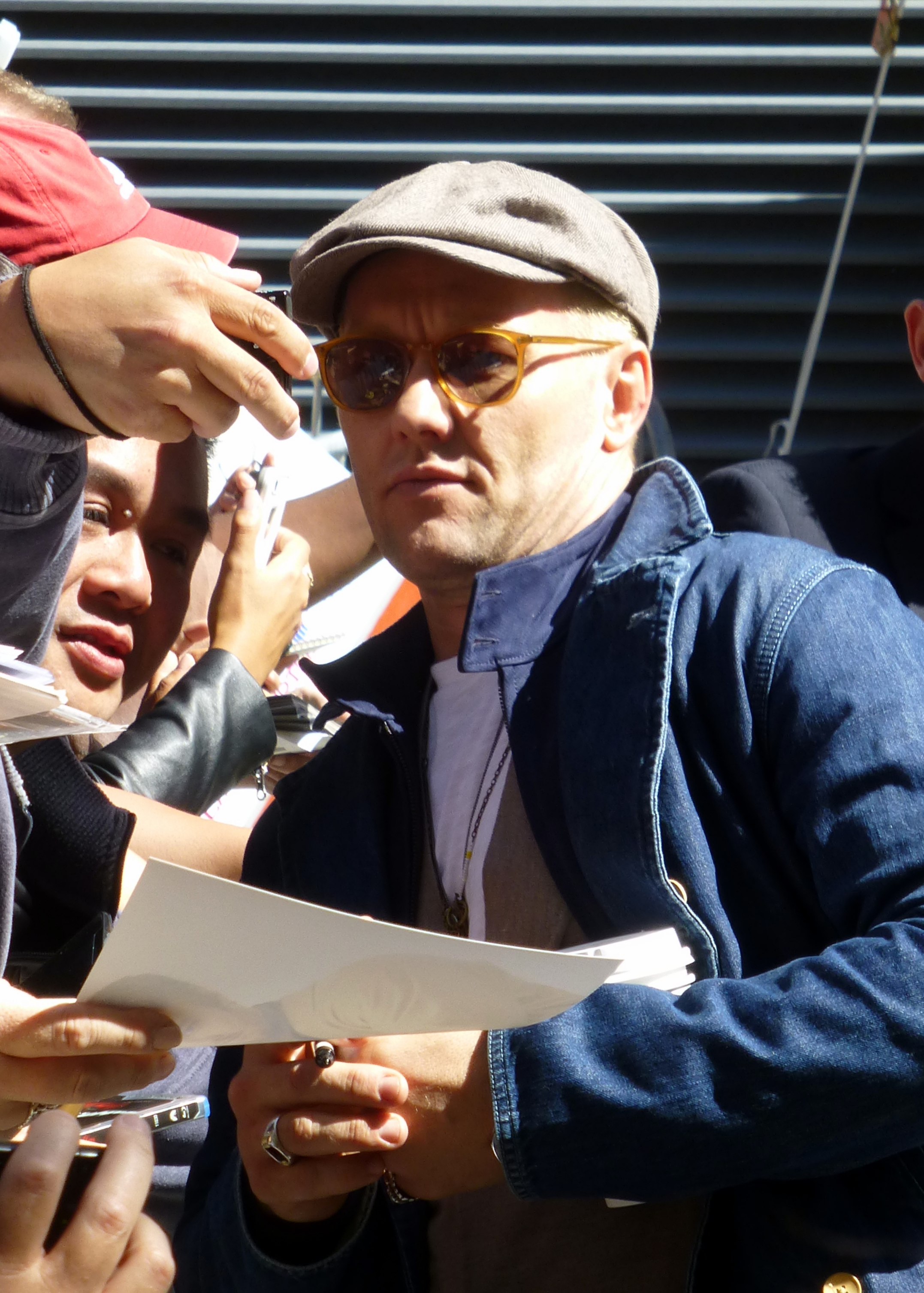
Джоел Еджертон на Міжнародному кінофестивалі у Торонто, 2015

### Фільми
| Рік  |    | Українська назва                                   | Оригінальна назва                                        | Роль                       |
| ---- | -- | -------------------------------------------------- | -------------------------------------------------------- | -------------------------- |
| 1996 | ф  | Завантажений                                       | Loaded                                                   | Жаба                       |
| 1996 | ф  | У гонитві за сонцем                                | Race the Sun                                             | Стів Фріман                |
| 1998 | ф  | Ніколи не кажи мені "Ніколи"                       | Never Tell Me Never                                      | Паб                        |
| 1998 | ф  | Похвала                                            | Praise                                                   | Лео                        |
| 1998 | ф  | Bloodlock                                          | Bloodlock                                                | Денні                      |
| 1999 | ф  | Dogwatch                                           | Dogwatch                                                 | Горобець                   |
| 1999 | ф  | Ерскінвільскі королі                               | Erskineville Kings                                       | Уейн                       |
| 2000 | ф  | Взірцеві люди                                      | Sample People                                            | Сем                        |
| 2000 | ф  | Ворота (короткометражний)                          | Gate                                                     | Девід                      |
| 2001 | ф  | Повернення Сатурна                                 | Saturn's Return                                          | Барні                      |
| 2001 | ф  | The Pitch                                          | The Pitch                                                | Хлопець                    |
| 2002 | ф  | Важка робота                                       | The Hard Word                                            | Шейн                       |
| 2002 | ф  | Зоряні війни. Епізод II. Атака клонів              | Star Wars Episode II: Attack of the Clones               | Оуен Ларс                  |
| 2003 | ф  | Ніч, яку ми назвали днем                           | The Night We Called It a Day                             | Род Блу                    |
| 2003 | ф  | Банда Келлі                                        | Ned Kelly                                                | Аарон Шеррітт              |
| 2004 | ф  | Король Артур                                       | King Arthur                                              | Гавейн                     |
| 2005 | ф  | Чумові боти                                        | Kinky Boots                                              | Чарлі Прайс                |
| 2005 | ф  | Зоряні війни. Епізод III: Помста ситхів            | Star Wars Episode III: Revenge of the Sith               | Оуен Ларс                  |
| 2005 | ф  | Загадкові географічні дослідження Джаспера Морелло | The Mysterious Geographic Explorations of Jasper Morello | Джаспер Морелло            |
| 2006 | ф  | Козирні тузи                                       | Smokin' Aces                                             | Hugo Croop                 |
| 2006 | ф  | Відкрите вікно                                     | Open Window                                              | Пітер                      |
| 2007 | ф  | Павук                                              | Spider                                                   | Фельдшер                   |
| 2007 | кф | Арбалет                                            | Crossbow                                                 | Тато                       |
| 2007 | ф  | Шепіт                                              | Whisper                                                  | Вінс                       |
| 2008 | ф  | $9.99                                              | $9.99                                                    | Рон                        |
| 2008 | ф  | Площа                                              | The Square                                               | Рон                        |
| 2008 | ф  | Батько                                             | Father                                                   | Оповідач                   |
| 2008 | ф  | Послідовники                                       | Acolytes                                                 | Ян Райт                    |
| 2009 | ф  | Місто, що чекає                                    | The Waiting City                                         | Бен Сіммонс                |
| 2009 | ф  | Шаблон:Поділ міста (фільм)                         | Separation City                                          | Саймон                     |
| 2010 | мф | Легенди нічної варти                               | Legend of the Guardians: The Owls of Ga'Hoole            | Бронедзьоб                 |
| 2010 | ф  | За законами вовків                                 | Animal Kingdom                                           | Баррі 'Баз' Браун          |
| 2011 | ф  | Воїн                                               | Warrior                                                  | Брендан Конлон             |
| 2011 | ф  | Щось                                               | The Thing                                                | Сем Картер                 |
| 2012 | ф  | Не говори нічого                                   | Wish You Were Here                                       | Дейв                       |
| 2012 | ф  | Дивне життя Тімоті Гріна                           | The Odd Life of Timothy Green                            | Джим Грін                  |
| 2012 | ф  | Тридцять хвилин по півночі                         | Zero Dark Thirty                                         | Патрік                     |
| 2013 | ф  | Великий Гетсбі                                     | The Great Gatsby                                         | Том Б'юкенен               |
| 2013 | ф  | Кримінальний злочин                                | Felony                                                   | Малькольм                  |
| 2014 | ф  | Ровер                                              | The Rover                                                | (ідея)                     |
| 2014 | ф  | Вихід: Боги та Царі                                | Exodus: Gods and Kings                                   | Рамсес II                  |
| 2015 | ф  | Життя                                              | Life                                                     | Джон Г. Морріс             |
| 2015 | ф  | Джейн береться до зброї                            | Jane Got a Gun                                           | Ден Фрост                  |
| 2015 | ф  | Чорна меса                                         | Black Mass                                               | Джон Конноллі              |
| 2015 | ф  | Подарунок                                          | The Gift                                                 | Ґордон «Ґордо»             |
| 2016 | ф  | Спецвипуск опівночі                                | Midnight Special                                         | Лукас                      |
| 2016 | ф  | Лавінг                                             | Loving                                                   | Річард Перрі Лавінґ        |
| 2017 | ф  | Воно приходить уночі                               | It Comes at Night                                        | Пол                        |
| 2017 | ф  | Яскраві                                            | Bright                                                   | Нік Джакобі, орк-поліціант |
| 2018 | ф  | Червоний горобець                                  | Red Sparrow                                              | Натаніел Неш               |
| 2018 | ф  | Небезпечний бізнес                                 | Gringo                                                   | Річард Раск                |
| 2018 | ф  | Зниклий хлопчик                                    | Boy Erased                                               | Віктор Сайкс               |
| 2019 | ф  | Король                                             | The King                                                 | Джон Фальстаф              |
| 2021 | ф  | Легенда про Зеленого лицаря                        | The Green Knight                                         | Лорд                       |
| 2021 | ф  | Омана                                              | The Unknown Man / The Stranger                           | Марк Фрейм / Марк Фрейм    |
| 2022 | ф  | Тринадцять життів                                  | Thirteen Lives                                           | Річард Харріс              |
| 2022 | ф  | Тихий садівник                                     | Master Gardener                                          | Нарвел Рот                 |

### Серіали
| Рік       |    | Українська назва        | Оригінальна назва        | Роль                     |
| --------- | -- | ----------------------- | ------------------------ | ------------------------ |
| 1995      | тф | Рятувальники            | Police Rescue            | Енді                     |
| 1995–1997 | тф | Чародій                 | Spellbinder              | Базза, 2 епізоди         |
| 1996–1999 | тф | Водяні щури             | Water Rats               | Аарон Лоуренс, 2 епізоди |
| 1997      | тф | Велике небо             | Big Sky                  | Пірс Бейтман             |
| 1997      | тф | Занепалі ангели         | Fallen Angels            | Скуб                     |
| 1998      | тф | Wildside                | Wildside                 | Майкл Савіні             |
| 1998      | тф | Таємні справи чоловіків | Secret Men's Business    | Баз                      |
| 2000      | тф | The Three Stooges       | The Three Stooges        | Том Косгроув             |
| 2001–2002 | тф | Наше таємне життя       | The Secret Life of Us    | Вілл Макгілл             |
| 2002      | тф | Досса та Джо            | Dossa and Joe            | Роббо                    |
| 2007      | тф | Небезпечно              | Dangerous                | ст. сержант Марк Філд    |
| 2009      | тф | Брудна гра              | Dirt Game                | Shane Bevic              |
| 2021      | тф |                         | The Underground Railroad | Ріджвей                  |
| 2022      | тф | Обі-Ван Кенобі          | Obi-Wan Kenobi           | Оуен Ларс                |